# Jeff Novitzky
Jeff Novitzky est une personnalité américaine, agent à la Food and Drug Administration, connu pour ses enquêtes sur l'usage de stéroïdes dans le sport professionnel. Il fut aussi agent spécial à l'Internal Revenue Service (IRS), l'agence américaine de l'impôt sur le revenu. Il mène entre autres l'enquête sur l'affaire Balco en 2003.
Connu pour avoir fait tomber la sprinteuse américaine Marion Jones, coupable de dopage, Novitzky s'intéresse de près au champion cycliste Lance Armstrong et on lui confie une enquête qui sera abandonnée en février 2012, moins d'un an avant qu'Armstrong ne passe aux aveux et admette sa consommation de produits dopants. 
Novitzky a aussi enquêté sur Barry Bonds, Floyd Landis, Tyler Hamilton, Justin Gatlin, Roger Clemens, José Canseco, Kirk Radomski et les laboratoires Balco. Il fut une source majeure d'information pour le rapport Mitchell sur le dopage dans la Ligue majeure de baseball.
Jeff Novitzky a été comparé à Eliot Ness,.